# Адад-гуппі
Адад-гуппі (бл. 648 р. до н. е. — 544 р. до н. е.) — матір Набоніда останнього правителя Нововавилонської династії. Народившись у 649/648 році до н. е. в Харрані, Адад-гуппі пережила насильницьке повалення Ассирійської імперії, включаючи руйнування її міста. Після цього її та Набоніда було забрано до Вавилону, де вони, як стверджується, служили при дворі понад п'ятдесят років, поки Набонід сам не став царем у 556 році. Будучи прихильницею бога Нанна протягом усього життя, Адад-гуппі зробила свій внесок у реконструкцію Ехулхула, хоча й не дожила до її завершення.
Її довге життя було зафіксовано в посмертній псевдо-автобіографії на двох похоронних стелах, виставлених в Ехулхулі, храмі Нанна в Харрані. «Автобіографія» Адад-гуппі була радше не просто панегіриком коханій матері, а й служила політичним і теологічним цілям Набоніда. Використовуючи голос своєї матері та підкреслюючи її відданість богу Нанна, Набонід утвердив свою легітимність і просував свою концепцію нового божественного порядку, в якому верховним правителем був Нанна, а не Мардук. Текст пропонував додаткову перевагу, приписуючи знищення Ехулхула божественній занедбаності, а не людській діяльності (наприклад, вавилонянам), тим самим звільняючи їх від жахливого злочину.